# Pop Idol
Pop Idol è stato un popolare programma televisivo britannico, trasmesso dalla ITV plc a partire dal 5 ottobre 2001 e conclusosi nel 2003. Il programma aveva lo scopo di scoprire, tra un gruppo di preselezionati giovani cantanti, nuovi talenti che potessero diventare potenziali promesse nel campo della musica pop.
Il programma ha riscosso un successo talmente ampio che negli anni successivi molti altri paesi, mantenendo il titolo originale o adattandolo alla propria lingua, hanno deciso di acquisire il format e trasmetterlo nelle rispettive reti nazionali. Oltre a questo, è da notare che l'estrema popolarità della trasmissione ha dato l'impulso per lo sviluppo di talent show come X Factor, altro programma estremamente popolare in molte nazioni.

## Pop Idolnel mondo
| Paese             | Nome della trasmissione         | Emittente              | Anno di trasmissione                              |
| ----------------- | ------------------------------- | ---------------------- | ------------------------------------------------- |
| Armenia           | Hay Superstar                   | Shant                  | 2003, 2006 - 2011                                 |
| Australia         | Australian Idol                 | Network Ten            | 2003 - 2009                                       |
| Bangladesh        | Bangladeshi Idol                | SA TV                  | 2013                                              |
| Belgio            | Idool                           | VTM                    | 2003 - 2004, 2007, 2011                           |
| Brasile           | Ídolos                          | SBT - Rede Record      | 2006 - 2012                                       |
| Bulgaria          | Music Idol                      | bTV                    | 2007 - 2009                                       |
| Cambogia          | Cambodian Idol                  | Hang Meas HDTV         | 2015 - 2016                                       |
| Canada            | Canadian Idol                   | CTV television network | 2003 - 2008                                       |
| Cina              | Chinese Idol                    | Dragon TV              | 2013 - 2014                                       |
| Colombia          | Idol Colombia                   | RCN Televisión         | 2014                                              |
| Croazia           | Hrvatski Idol                   | Nova TV                | 2004 - 2005                                       |
| Croazia           | Hrvatska traži zvijezdu         | RTL Televizija         | 2009 - 2011                                       |
| Danimarca         | Idols                           | TV3                    | 2003 - 2004                                       |
| Estonia           | Eesti otsib superstaari         | TV3                    | 2007 - 2012, 2015, 2018                           |
| Finlandia         | Idols                           | MTV3 - Subtv           | 2003 - 2005, 2007 - 2008, 2011 - 2013, 2017 - ... |
| Filippine         | Philippine Idol                 | GMA Network            | 2006                                              |
| Filippine         | Pinoy Idol                      | GMA Network            | 2008                                              |
| Francia           | Nouvelle Star                   | M6                     | 2003 - 2010, 2012 - ...                           |
| Georgia           | Jeost’ari                       | GPB                    | 2008 - 2011                                       |
| Georgia           | Sakartvelos varsk’vlavi         | GPB                    | 2012 - 2013                                       |
| Georgia           | Chven varsk’vlavebi vart        | GPB                    | 2017 - ...                                        |
| Germania          | Deutschland sucht den SuperStar | RTL Television         | 2002 - ...                                        |
| Grecia Cipro      | Super Idol                      | MegaTV                 | 2004                                              |
| Grecia Cipro      | Greek Idol                      | Alpha TV               | 2010 - 2011                                       |
| India             | Indian Idol                     | SET                    | 2004 - 2010, 2012, 2017 - ...                     |
| Indonesia         | Indonesian Idol                 | RCTI                   | 2004 - 2008, 2010, 2012, 2014, 2018               |
| Islanda           | Idol Stjörnuleit                | Stöð 2                 | 2003 - 2006, 2009                                 |
| Kazakistan        | SuperStar KZ                    | Perviy Kanal Evraziya  | 2003 - 2007                                       |
| Kurdistan         | Kurd Idol                       | Kurdsat                | 2017 - ...                                        |
| Macedonia         | Macedonian Idol                 | A1 TV                  | 2011                                              |
| Maldive           | Maldivian Idol                  | Television Maldives    | 2016 - ...                                        |
| Malaysia          | Malaysian Idol                  | 8TV - TV3              | 2004 - 2005                                       |
| Myanmar           | Myanmar Idol                    | Myanmar National TV    | 2016 - ...                                        |
| Nepal             | Nepal Idol                      | AP1 Television         | 2017 - ...                                        |
| Nigeria           | Nigerian Idol                   | Nigeria TV             | 2010 - 2013                                       |
| Norvegia          | Idol                            | TV 2                   | 2003 - 2007, 2011, 2013 - 2014, 2016              |
| Nuova Zelanda     | NZ Idol                         | TV2                    | 2004 - 2006                                       |
| Paesi Bassi       | Idols                           | RTL 4                  | 2002 - 2008, 2016 - ...                           |
| Pakistan          | Pakistan Idol                   | GEO Television         | 2014                                              |
| Polonia           | Idol                            | Polsat                 | 2002 – 2005, 2017 - ...                           |
| Portogallo        | Ídolos                          | SIC                    | 2003 - 2005, 2009 - 2010, 2012, 2015              |
| Porto Rico        | Idol Puerto Rico                | WAPA-TV                | 2011 - 2013                                       |
| Regno Unito       | Pop Idol                        | ITV                    | 2001 - 2003                                       |
| Repubblica Ceca   | Česko hledá SuperStar           | TV Nova                | 2004 - 2006                                       |
| Russia            | Narodniy Artist                 | Perviy Kanal Evraziya  | 2003 - 2006                                       |
| Serbia Montenegro | Idol                            | RTV BK Telecom         | 2004                                              |
| Singapore         | Singapore Idol                  | Channel 5              | 2004, 2006, 2009                                  |
| Slovacchia        | Slovensko hľadá SuperStar       | STV - Markíza          | 2004 - 2007                                       |
| Stati Uniti       | American Idol                   | FOX                    | 2002 - 2016, 2018                                 |
| Sudafrica         | Idols                           | MNet - Kyknet          | 2002 - 2005, 2007, 2009 - ...                     |
| Sudafrica         | Afrikaans Idols                 | MNet - Kyknet          | 2006                                              |
| Svezia            | Idol                            | TV4                    | 2004 - 2011, 2013 - ...                           |
| Turchia           | Turkstar                        | Kanal D                | 2004                                              |
| Vietnam           | Vietnam Idol                    | HTV9                   | 2007 - 2010, 2012 - 2016                          |